# Orquestra Pasdeloup
A Orquestra Pasdeloup é a mais antiga orquestra sinfônica da França. A orquestra foi fundada em 1861 por Jules Pasdeloup com o nome de Concertos Populares (em francês Concerts Populaires). A orquestra foi fundada em inaugurada dia 27 de Outubro de 1861) contando com oitenta músicos.

## Maestros principais
- Jules Pasdeloup (1861-1887)
- Rhené-Bâton (1919-1933)
- Albert Wolff (1925-1928) et (1934-1970)
- Désiré-Émile Inghelbrecht (1928-1932)
- Gérard Devos (1970-1990)

## Estreia com a orquestra
- Georges Bizet: Sinfonia "Roma", 1869 (3 movements only) – L'Arlésienne Suites No 1 and 2, 1872 – Patrie overture, 1874
- Camille Saint-Saëns: Le Rouet d'Omphale, 1872
- Edouard Lalo: Sinfonia espagnole, 1875 – Le Roi d'Ys, overture, 1876
- Henri Duparc: Léonore, 1877
- Louis Aubert: Habanera, 1919
- Maurice Ravel: Alborada del gracioso, 1919 – Le Tombeau de Couperin, 1929
- Darius Milhaud: Les Choéphores, concert version, 1927 – Concerto for piano n° 1, 1931
- Georges Migot: Sinfonia n° 1, 1922 – La Jungle, 1932
- Pierre Capdeville: Incantation pour la mort d'un Jeune Spartiate, 1933
- Raymond Loucheur: Sinfonia n° 1, 1935
- Albert Roussel: Sinfonia n° 2, 1922 et Symphony n° 4, 1935
- Marcel Landowski: Rythmes du monde, 1941 – Concerto for piano n° 1, 1942 – Symphony n° 1, 1949 – Les Noces de la Nuit, 1962
- Jean Martinon: Sinfonia n° 2, 1945
- Henri Tomasi: Chant pour le Viêt-Nam, 1969
- Henri Sauguet: Sinfonia n° 4, 1971
- Jacques Charpentier: Sinfonia n° 5, 1977